# Dubîna, Skole
Dubîna (în ucraineană Дубина) este un sat în așezarea urbană Verhnie Sînovîdne din raionul Skole, regiunea Liov, Ucraina.

## Demografie
Componența lingvistică a localității Dubîna
     Ucraineană (99,28%)
     Alte limbi (0,72%)
Conform recensământului din 2001, majoritatea populației localității Dubîna era vorbitoare de ucraineană (99,28%), existând în minoritate și vorbitori de alte limbi.